# Цзиньчжоу (район)
Цзиньчжо́у (кит. упр. 金州, пиньинь Jīnzhōu — район городского подчинения города субпровинциального значения Далянь (КНР), расположен в 20 километрах к северу от городского центра.  Находится на берегу одноимённой бухты (Цзиньчжоу-вань) Бохайского залива.

## История
Когда эти места входили в состав киданьской империи Ляо, то в этих местах находилась область Сучжоу (苏州). После того, как киданьскую империю Ляо сменила чжурчжэньская империя Цзинь, то в 1143 году область Сучжоу была преобразована в уезд Хуачэн (化成县), а в 1216 году уезд Хуачэн был повышен в статусе и стал областью Цзиньчжоу (金州) — так и появилось это название.
Во времена империи Цин в 1734 году был учреждён уезд Нинхай (宁海县). В 1843 году он был преобразован в Цзиньчжоуский комиссариат (金州厅). После аренды Квантунской областью царской Россией, некоторое время оставался центром китайских властей на территории области.
В мае 1904 года в этих местах произошло одно из сражений русско-японской войны.
Когда после Синьхайской революции в Китае была проведена реформа структуры административно-территориального деления, из которой были исключены комиссариаты, то в 1913 году Цзиньчжоуский комиссариат был формально преобразован в уезд Цзиньсянь (金县) провинции Фэнтянь, но так как в то время эта территория находилась под управлением японских властей, то в реальности это преобразование ни на чём не отразилось.
После окончания Второй мировой войны уезд продолжал находиться в составе Квантунской области, а после образования КНР и передачи Квантунской области китайским властям в 1950 году оказался под юрисдикцией города центрального подчинения ЛюйДа. В 1955 году ЛюйДа перешёл под юрисдикцию властей провинции Ляонин, а Цзиньсянь стал уездом провинции Ляонин, управление которым власти провинции делегировали городу ЛюйДа. В 1959 году уезд перешёл под управление властей города ЛюйДа. В 1966 году в провинции Ляонин был образован Специальный район Ляонань (辽南专区), и уезд вошёл в его состав, однако в декабре 1968 года он вновь был возвращён в состав ЛюйДа, который в 1981 году стал городом Далянь.
В 1987 году уезд Цзиньсянь был расформирован, а вместо него был образован район городского подчинения Цзиньчжоу.

## Транспорт

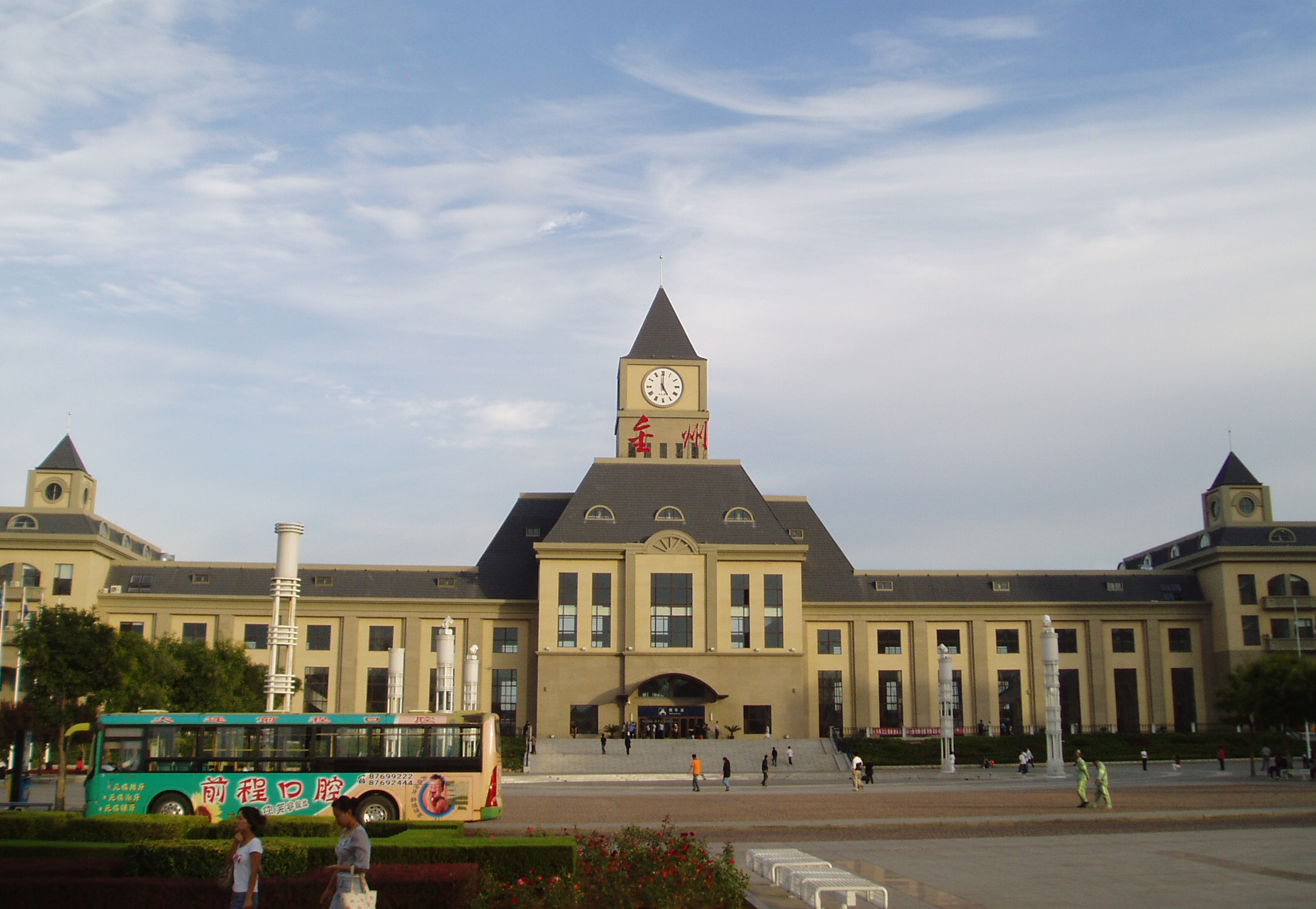
Современный вокзал на бывшей ЮМЖД

Через Цзиньчжоу проходит железнодорожная линия Харбин-Люйшунь (бывшая Южно-Маньчжурская железная дорога), а также трасса республиканского значения Хэйхэ — Люйшунькоу (Годао 202) связывающая бывший Порт Артур с границей РФ в районе Благовещенска.

## Административно-территориальное деление деление
Район Цзиньчжоу делится на 23 уличных комитета.